# De Villenfagne de Vogelsanck
De Villenfagne de Vogelsanck is een Belgisch adellijk geslacht. De familieleden dragen de titel van baron of barones. Het familiehoofd resideert tevens op het Kasteel Vogelsanck te Heusden-Zolder.

## Oorsprong
Mogelijk is de oorsprong van de familie te zoeken in Villers-en-Fagne, nu een deelgemeente van Philippeville, waar de bewoners van het landgoed hun familienaam verbasterden tot de Villenfagne. In de 16e eeuw waren verscheidene leden van de familie burgemeester te Dinant. In 1599 werd het kasteel van Sorinnes, in de buurt van Dinant, gekocht.
De familie verplaatste zich vanaf de tweede helft van de 17e eeuw naar Luik. Lambert de Villenfagne was er burgemeester en stierf er zeer vroeg in 1674, het jaar dat zijn enige zoon Gilles Lambert geboren werd. Gilles Lambert, die later ook burgemeester van Luik zou worden, erfde van zijn vader, zijn moeder en een ongehuwde oom en verwierf hierdoor een zeer groot patrimonium. Op het einde van de 17de eeuw werd hij door koning Karel II van Spanje in de adelstand verheven en verkreeg hij de erfelijke titel van baron. 
In 1741 kocht hij het Land van Vogelsanck, een gebied van 13.500 hectare, samen met het bijbehorende kasteel van Jan Willem de Souza y Pacheco. Anno 2021 bezit de familie nog zo'n 300 hectare grond rond het kasteel.

## Familiehoofden verblijvend op het kasteel Vogelsanck

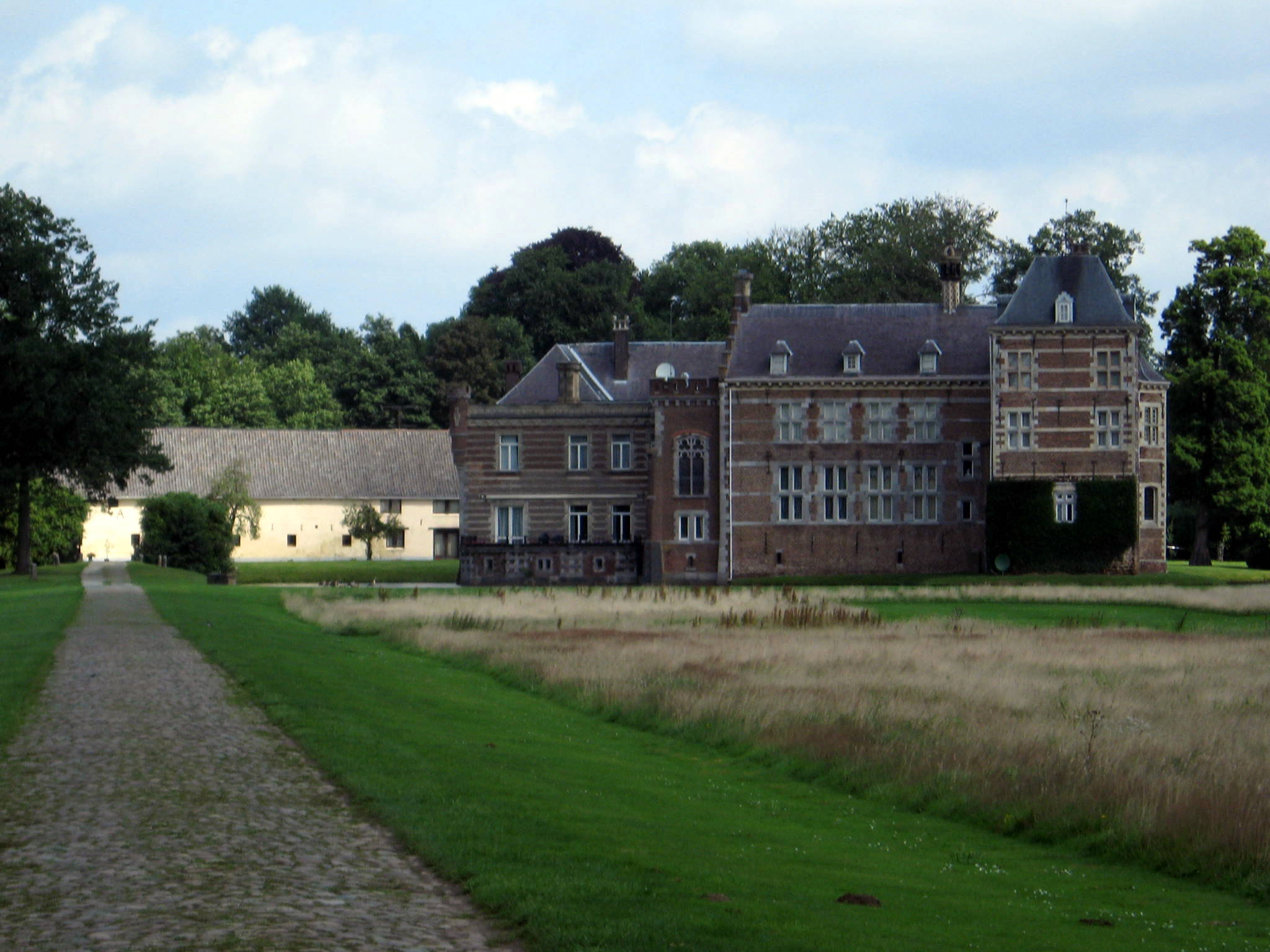
Kasteel Vogelsanck

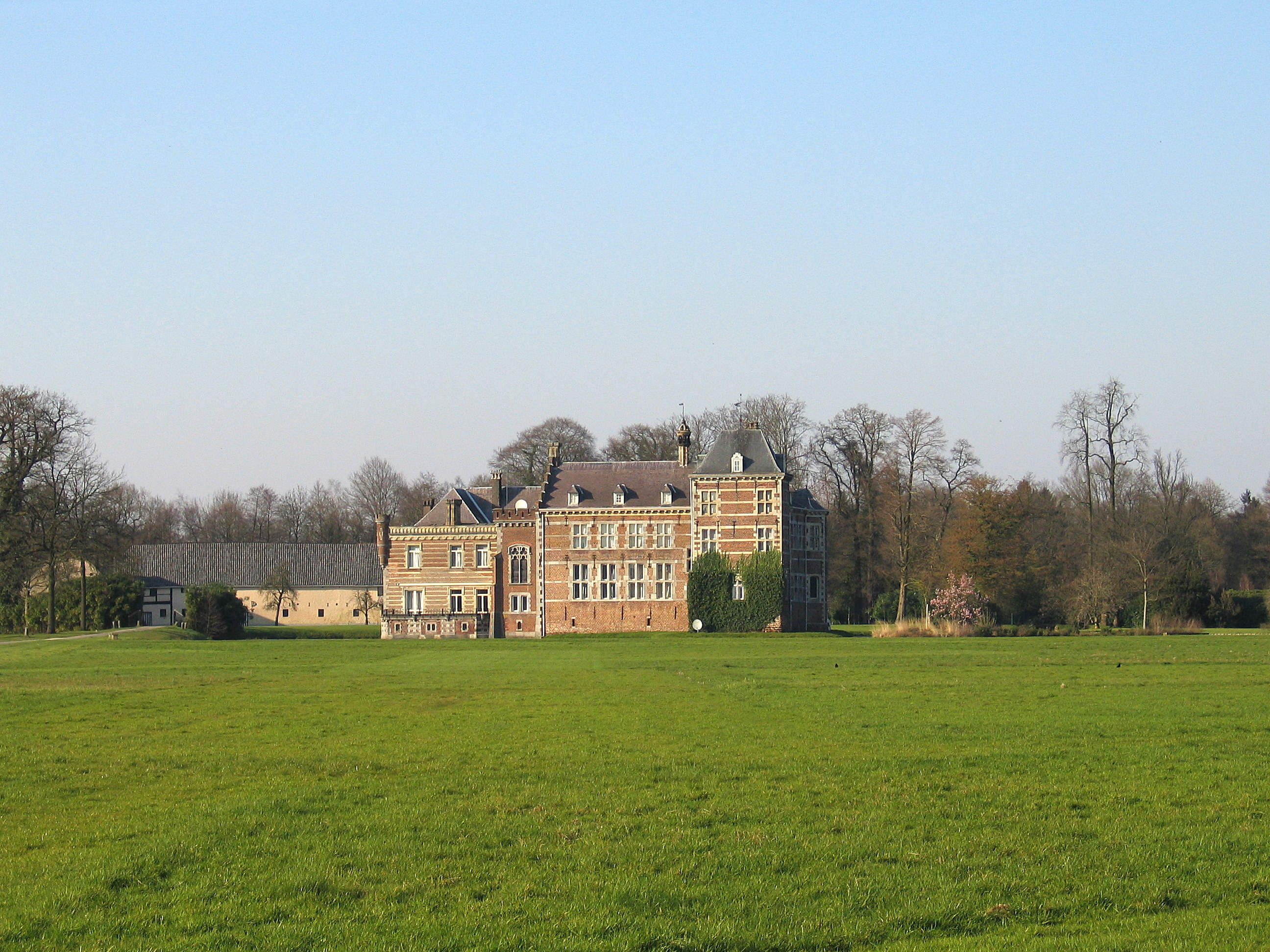
Kasteel Vogelsanck

### Gilles Lambert de Villenfagne (1674-1756)
Hij was familiehoofd en baron van Vogelsanck van 1741 tot zijn dood in 1756. Hij kwam weinig op het domein omdat hij in Luik vele activiteiten uitoefende. Hij was ongehuwd waardoor zijn erfenis in handen kwam van de vier kinderen van zijn neef. Het derde kind, Jean Ignace, verwierf Vogelsanck.

### Jean Ignace de Villenfagne (1716-1789)
- Jean-Ignace de Villenfagne was familiehoofd en baron van Vogelsanck van 1756 tot zijn dood in 1789. Hij was heer van  Sorinnes, Javelan, Zolder, Houthalen, Bolderberg, Waterscheyd, Neudorff, Loën en Nijvel en burgemeester van Luik. Hij was getrouwd met Marie-Louise de Libert de Flemalle, vrouwe van Ingihoul. Hij bouwde Vogelsanck uit van een vervallen kasteel met onbebouwde gronden tot een voortvarend bezit. Hij slaagde erin om de verdeelde erfenis van Gilles Lambert terug samen te krijgen. In 1785 verleende keizer Jozef II hem de erfelijke titel baron van het Heilige Roomse Rijk der Duitse Natie. Jean Ignace bepaalde in zijn testament dat deze titel steeds in rechte lijn op de oudste mannelijke telg zou overgedragen worden en dat de heerlijkheid Vogelsanck nooit mocht verdeeld worden. Hij had 20 kinderen, van wie 4 zonen de stamvader zouden worden van een grote familievertakking. Zijn oudste zoon Jean-Louis kreeg Vogelsanck en werd stamvader van de familie De Villenfagne de Vogelsanck, een tweede zoon werd stamvader van de familie De Villenfagne d'Ingihoul, een derde zoon werd stamvader van de familie De Villenfagne de Loën en een vierde zoon werd de stamvader van de familie De Villenfagne de Sorinnes. 
  - Jean Louis de Villenfagne de Vogelsanck (zie hierna)
  - Antoine-Lambert de Villenfagne (Anseremme, 14 juni 1753 - Luik, 3 juli 1822) was domheer van de collegiale kerk Sint-Jan in Luik. Hij liet in 1795 het Domherenhuis bouwen in het centrum van Zolder. In 1816, onder het Verenigd Koninkrijk der Nederlanden, werd hij erkend in de erfelijke adel met de titel baron, overdraagbaar op alle afstammelingen en met benoeming in de Ridderschap van de provincie Luik.
  - Noël Joseph Hilarion de Villenfagne d'Ingihoul (Anseremme, 14 juni 1753 - Luik, 23 januari 1826), tweelingbroer van Antoine, werd in 1816 erkend in de erfelijke adel met de titel baron, overdraagbaar op alle afstammelingen en benoeming in de Ridderschap van de provincie Luik. Hij was burgemeester van Luik, lid van de Geheime Raad van de prins-bisschop, curator van de universiteit van Luik, lid van de Koninklijke Academie in Brussel en van het Koninklijk Instituut in de Nederlanden. Hij trouwde met Eleonore de Bex de Freloux (1767-1797) en ze kregen drie kinderen. Met afstammelingen tot heden.
  - Leopold Ignace de Villenfagne  de Sorinnes (Anseremme, 21 augustus 1754 - Sorinnes, 27 juli 1832), laatste heer van Sorinnes, Javelan, Beyne, Chenée, officier in het regiment Los Rios en vervolgens in het Franse leger, burgemeester van Luik. Hij werd in 1823 erkend in de erfelijke adel met de baronstitel overdraagbaar op alle afstammelingen. Hij trouwde met Marie-Hélène de Stenbier (1749-1818). Met afstammelingen tot heden.
  - Jean Dieudonné Philibert de Villenfagne de Loën (Anseremme, 23 oktober 1756 - Luik, 14 februari 1825), burgemeester van Luik, lid van de Provinciale Staten van de provincie Luik, werd in 1816 erkend in de erfelijke adel met de baronstitel overdraagbaar op alle afstammelingen en met benoeming in de Ridderschap van Luik. Hij trouwde in 1788 met Marie-Anne de Donnea (1770-1823) en ze kregen zes kinderen. Met afstammelingen tot heden.
  - Louis-Ignace de Villenfagne de Vogelsanck (zie hierna).

### Jean Louis de Villenfagne de Vogelsanck (1752-1823)
Hij was familiehoofd en baron van het Heilige Roomse Rijk van 1789 tot zijn dood in 1823. Toen hij 20 jaar was, werd hij blind als gevolg van een confrontatie met stropers. Ondanks zijn handicap wist hij het kasteelpark verder uit te bouwen met een arboretum met zowat 150 inheemse en uitheemse boomsoorten. Ook het park rond het Domherenhuis werd door hem aangeplant.
Tijdens zijn bewind werd tijdens de Franse Revolutie het Land van Vogelsanck opgeheven en ontstonden de gemeenten Zonhoven, Zolder en Houthalen. Hauweiken werd een deel van Heusden. Er bleef enkel nog een familiedomein van ruim 1000 hectare over rond het kasteel.
Jean Louis bleef ongehuwd. Op aanwijzen van zijn vader duidde hij zijn jongste broer Louis Ignace I aan als de volgende titeldrager.

### Louis Ignace I de Villenfagne de Vogelsanck (1768-1847)
- Louis-Ignace Marie de Villenfagne de Vogelsanck (Zolder, 13 augustus 1768 - Luik, 21 november 1847) werd in 1816, onder het Verenigd Koninkrijk der Nederlanden, erkend in de erfelijke adel, met de baronstitel overdraagbaar op alle afstammelingen en met benoeming in de Ridderschap van de provincie Luik. Hij was familiehoofd van 1823 tot zijn dood in 1847. Hij trouwde in 1797 met Henriette de Potesta (1775-1838) en ze hadden vijf kinderen, met afstammelingen tot heden. Bij de dood van zijn vader in 1789 deelde hij het bestuur van het domein met zijn oudste broer, omdat deze laatste blind was.

Tijdens zijn bestuur werd België een onafhankelijk land maar Louis Ignace hield zich hier niet actief mee bezig. Er werden op het kasteel wel besprekingen gehouden die van belang waren voor het onafhankelijke België.

### Louis Ignace II de Villefagne de Vogelsanck (1798-1868)
Baron Louis Ignace de Villenfagne de Vogelsanck  (Luik, 1 mei 1798 - 16 april 1868), oudste zoon van Louis-Ignace (voornoemd), was familiehoofd van 1847 tot zijn dood in 1875. Hij trouwde in 1825 met Henriette Pelsser (1793-1873) en ze kregen vier zonen waarvan de oudste reeds overleed op 12-jarige leeftijd. Hierdoor werd de tweede zoon Jules de erftitelhouder. Hij hield zich niet zo actief bezig met het domein Vogelsanck.

### Claude de Villenfagne de Vogelsanck (1942-)
Claude de Villenfagne (Zolder, 16 november 1942) is sinds 2015 het familiehoofd. Hij studeerde af aan de Katholieke Universiteit Leuven als licentiaat in de economische wetenschappen en doctor in de rechten.
Hij maakte carrière in de bankwereld waar hij opklom tot de functie van directeur-generaal van de Antwerpse Hypotheekkas (Anhyp, nadien gefuseerd tot AXA). Hij heeft de restauratie van de Kluis van Bolderberg, waarvoor zijn vader zich inzette, kunnen voltooien. Hij is ridder in de Soevereine Orde van Malta en staat bekend als een voornaam lid van de religieuze groep Opus Dei.
Hij is getrouwd met gravin Isabelle 't Kint de Roodenbeke (1946). Ze hebben vijf dochters en vier zoons.

### Gauthier de Villenfagne de Vogelsanck (1968-)
Hij is de oudste zoon van baron Claude en zal het domein Vogelsanck en de titel erven als zijn vader sterft. Hij heeft een managersfunctie bij IT-bedrijf Lenovo, na 18 jaar te hebben doorgebracht bij het IT- bedrijf IBM in verscheidene managersfuncties en gedurende 3 jaar de IT distributeur Arrow ECS België te hebben geleid.
Hij is Ridder van de Soevereine Militaire en Hospitaalorde van Sint Jan van Jeruzalem van Rhodos en van Malta. Hij is ook bestuurder van de Belgische Vereniging der leden van de Orde van Malta.
Gauthier de Villenfagne is gehuwd met Priscilla le Hardÿ de Beaulieu en heeft 4 kinderen.

### Henri de Villenfagne de Vogelsanck (1999-)
Hij is de oudste zoon van baron Gauthier en zal het domein Vogelsanck en de titel erven als zijn vader sterft.

## Familiewapen, wapenleuze en vlag
Het wapenschild van de familie stelt een zwarte band van links boven naar rechts onder voor op een zilveren veld. De band heeft drie gouden sint-jakobsschelpen. De schelpen symboliseren het bezit van drie kastelen op weg naar het bedevaartsoord Santiago de Compostella. Boven op het wapenschild staat een kroon met negen parels, dit representeert de titel baron van het Heilige Roomse Rijk. Het wapenschild van de familie is overgenomen in de rechterhelft van het wapen van de huidige gemeente Heusden-Zolder. Ook in het wapen van de gemeente Beyne-Heusay is het familiewapen verwerkt.
De wapenleuze luidt: Tenaciter Urget (hardnekkig zet hij door).
De familievlag bestaat uit de kleuren wit en zwart. Bij speciale gelegenheden wordt de vlag nog steeds gehesen.